# Chochriaki
Chochriaki (ros. Хохряки) – wieś (dieriewnia) w Rosji, w Udmurcji, w rejonie zawjałowskim. W 2010 liczyła 3420 mieszkańców.